# Gloriana (gruppo musicale)
I Gloriana sono un gruppo country statunitense formatosi nel 2008.

## Formazione
Attuale
- Mike Gossin - voce, chitarra
- Tom Gossin - voce, chitarra
- Rachel Reinert - voce

Ex membri
- Cheyenne Kimball - voce, mandolino

## Discografia
Album
- 2009 - Gloriana
- 2012 - A Thousand Miles Left Behind
- 2015 - Three

EP
- 2009 - The Way It Goes (EP)

Singoli
- 2009 - Wild at Heart
- 2009 - How Far Do You Wanna Go?
- 2010 - The World Is Ours Tonight
- 2011 - Wanna Take You Home
- 2011 - (Kissed You) Good Night
- 2012 - Can't Shake You
- 2014 - Best Night Ever
- 2014 - Trouble